# Sebastiano Lo Nigro
Sebastiano Lo Nigro (* 24. März 1919 in Catania; † 7. Oktober 1984 in Paris) war ein italienischer Folklorist.

## Werdegang
Lo Nigro studierte zwischen 1937 und 1940 italienische Philologie an der Scuola Normale Superiore in Pisa, wo er auch mit einer Dissertation über Aspekte und Probleme der italienischen Volkspoesie promoviert. 1965 wurde er Professor für Kulturanthropologie an der Fakultät für Literatur der Universität Catania. 
Das Spektrum seiner Forschungen, in denen er historisch-philologische Kriterien mit einer sozio-anthropologischen Perspektive verbindet, reicht von konventioneller Literaturkritik bis hin zu volkskundlichen Untersuchungen.

## Publikationen
- Racconti popolari siciliani. Classificazione e bibliografia. Firenze  1957 (Biblioteca dell’Archivum Romanicum. Serie 1: Storia, letteratura, paleografia; 51).
- Novellino e conti del Duecento. Torino 1963 (Classici italiani; 4).